# Atlético CP
Atlético Clube de Portugal är en sportklubb från Alcântara i västra delen av Lissabon, Portugal. Den grundades 18 september 1942 genom en sammanslagning av klubbarna Alcântara och Santo Amaro. Klubben är (2022) aktiv i fotboll, futsal och basket. Tidigare har den haft sektioner i landhockey, simning, sportfiske, cykling, bordtennis, rugby, volleyboll, gymnastik, triatlon och handboll. Klubben nådde framförallt sina största framgångar relativt snart efter att den bildats, men även i viss omfattning (i andra sporter än fotboll) efter att de byggt en multisport-anläggning 1972. Under 2010-talet har klubben haft ekonomiska problem.

## Sektioner

### Fotboll
Klubbens främsta prestation är att ha nått finalen i portugisiska cupen två gånger (1945/1946 och 1948/1949) samt kommit trea i Primeira Liga två gånger (1943–1944 och 1949-1950). Säsongen 1976/1977 åkte laget ur högstaserien och har därefter inte kommit tillbaka.

### Basket
Klubben vann Taça de Portugal 1953-1954.

### Volleyboll
Klubbens damlag vann Taça de Portugal tre gånger i rad på 1980-talet (1981/1982, 1982/1983 och 1983/1984).